# 迪恩-查爾斯·查普曼
迪恩-查爾斯·查普曼（Dean-Charles Chapman，1997年9月7日—）是一位英國男演員。他所演出的著名作品包括在《跳出我天地音樂劇》中飾演Billy，以及在《權力的遊戲》中飾演Tommen Baratheon。之後在2019年的英國電影《1917》當中擔任主角之一Blake。

## 生活
查普曼出生于罗姆福德，在埃塞克斯附近长大。他四岁时就开始当童模和演员。查普曼与他的《权力的游戏》搭档Isaac Hempstead Wright是好友，他是通过参与该剧的拍摄认识的。